# Modern Men
Modern Men ist eine US-amerikanische Sitcom aus dem Jahr 2006, die auf dem Sender The WB ausgestrahlt wurde. Seit Anfang September 2008 läuft die Serie auch im deutschen Fernsehen auf Comedy Central Deutschland, nachdem sie ebenfalls ins Portugiesische übersetzt wurde.

## Handlung
Die sich schon aus frühster Kindheit kennenden Freunde Doug (Eric Lively), Kyle (Max Greenfield) und Tim (Josh Braaten) haben ein Problem gemeinsam: Kein Glück in der Liebe. Tim steckt zwar immer wieder in Beziehungen, diese halten allerdings nicht länger als wenige Wochen. Kyle reist Nacht für Nacht neue Frauen auf, mehr als ein einfacher One Night Stand wird aus diesem aber nicht und Doug hatte bereits seit seiner Scheidung keinen Kontakt mehr zum anderen Geschlecht.
Die drei Freunde wissen, so werden sie auf Dauer nicht glücklich und erhoffen sich deshalb Hilfe von dem sehr erfolgreichen Lifecoach Dr. Victoria Stangle (Jane Seymour). Diese gibt ihnen immer Tipps und Aufgaben mit auf den Weg, die sie ausführen sollen. Diese werden von den dreien mit mehr oder weniger dem gewünschten Ergebnissen ausgeführt und die Folgen sind große Desaster die noch mehr Probleme herbeiführen als schon da waren.

## Veröffentlichungen
In Deutschland wurde Modern Men am 22. September 2008 das erste Mal ausgestrahlt, zwei Jahre nach der Premiere in Amerika am 14. Juni 2006. Auf Comedy Central Deutschland wurde Modern Men etwa Zeitgleich mit der entfernt ähnlichen Sitcom Twins erstausgestrahlt. Nach sieben Episoden wurde die Serie in Amerika abgesetzt, im deutschen Fernsehen werden die Episoden wiederholt.
In Brasilien wurde die Serie auf dem Warner Channel ausgestrahlt.

### Episoden
| Episode | Deutscher Titel         | Originaltitel           |
| ------- | ----------------------- | ----------------------- |
| Pilot   | Mal Ehrlich             | Pilot                   |
| 1       | Einfach Schluss machen  | Break up                |
| 2       | Sex ist nicht alles     | Sexual Healing          |
| 3       | Der Unersättliche       | Timmy. Can you hear me? |
| 4       | Kyle wird seriös        | Kyle dates up           |
| 5       | Verliebt in Dr. Stangle | The Home Wrecker        |
| 6       | Selbstlos ist der Mann  | Give ’Til you learn     |